# Чэнь Дун
Чэнь Дун (кит. упр. 陈冬, пиньинь Chén Dōng; род. 12 декабря 1978, Лоян, Хэнань, КНР) — китайский тайконавт (космонавт), совершивший свой первый полёт на космическом корабле «Шэньчжоу-11» в 2016 году.

## Биография
Родился 12 декабря 1978 года в городе Лоян провинции Хэнань в рабочей семье. Детство провёл в Лояне. В августе 1997 года принят в Лётную академию ВВС в Чанчуне. Летал на сверхзвуковом перехватчике «Цзянь-5» (J-5 — китайская копия самолёта Миг-17Ф). Принят в ряды Коммунистической партии Китая в апреле 1999 года. Состоит в отряде космонавтов Народно-освободительной армии Китая. С 2010 года проходил обучение для будущего полёта на космическом корабле.  На момент первого полета имел звание подполковника. Чэнь Дун - один из самых опытных китайских космонавтов, в апреле 2025 года он отправился в свой третий космический полет.
```
  1 сентября 2022 года совершил свой первый 
выход в космос
 вместе с 
Лю Ян
, длительностью 6 часов 7 минут
[
4
]
, 17 сентября — второй, с 
Цай Сюйчжэ
, длительностью 4 часа 12 минут
[
5
]
.
```

Чэнь Дун установил рекорд КНР по пребыванию в космосе, проведя на станции Тяньгун более 200 дней.
Статистика полетов Чень Дуна
| #               | Статус в полете | Корабль, Миссия            | Старт, UTC           | Корабль посадки | Посадка, UTC      | Налёт                      | ВКД: время (количество) |
| --------------- | --------------- | -------------------------- | -------------------- | --------------- | ----------------- | -------------------------- | ----------------------- |
| 1               | Член экипажа    | Шэньчжоу-11, Тяньгун-2 (1) | 16.10.2016, 23:30    | Шэньчжоу-11     | 18.11.2016, 05:59 | 32 суток 6 часов 29 минут  | 0                       |
| 2               | Командир        | Шэньчжоу-14, Тяньгун(3)    | 05.06.2022, 02:44    | Шэньчжоу-14     | 04.12.2022, 12:09 | 182 суток 9 часов 25 минут | 15 часов 53 минуты (3)  |
| 3               | Командир        | Шэньчжоу-20, Тяньгун(9)    | 24.04.2025, 09:17:31 | Шэньчжоу-20     | В полете          | 115дн. 5час. 6мин.         | 20 часов 54 минуты (3)  |
| Суммарный налёт | Суммарный налёт | Суммарный налёт            | Суммарный налёт      | Суммарный налёт | Суммарный налёт   | 329 сут. (в полёте)        | 36 часов 47 минут (6)   |

### Комментарии
1. ↑  ВКД — Внекорабельная деятельность или выход в открытый космос

## Семья
Женат, отец двух сыновей-близнецов.